# Zōni

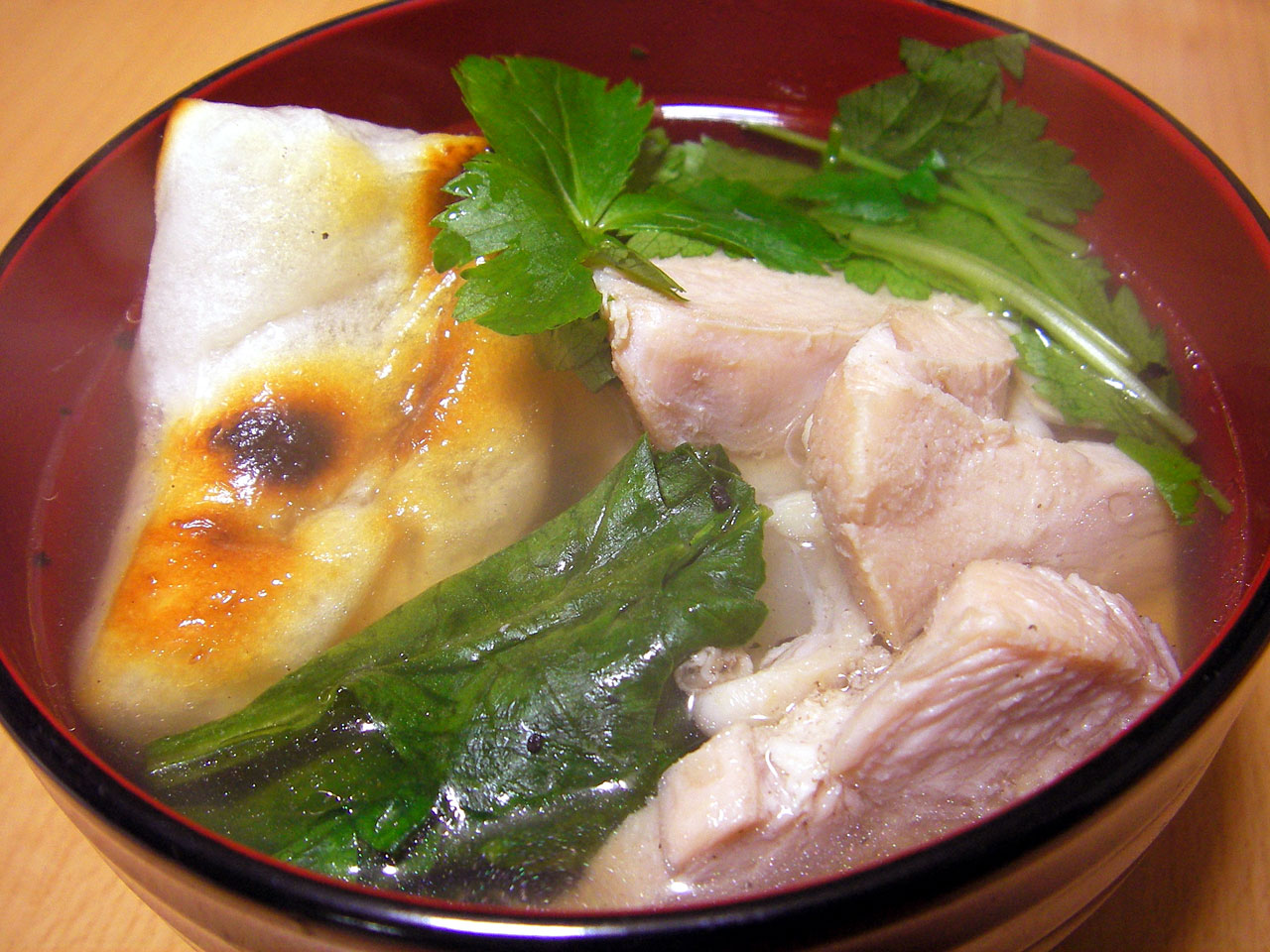
Zōni

Zoni-Suppe (jap. 雑煮, zōni oder mit Honorativpräfix お雑煮, o-zōni) ist eine japanische Suppenmahlzeit, die hauptsächlich mit Reiskuchen (Mochi) gegessen wurde, heute besonders am Neujahrstag (shogatsu).
Zoni soll seine Wurzeln in der Küche der Samurai-Gesellschaft haben. Man nimmt an, dass es ursprünglich ein Gericht war, das bei Feldschlachten aus zusammen gekochten Mochi, Gemüse, getrockneten Nahrungsmitteln u. a. hergestellt wurde. Man nimmt weiter an, dass das Gericht zuerst den Samurai vorbehalten war, bis es sich als Grundnahrungsmittel des gemeinen Volkes etablierte. Zoni wurde zuerst als Teil eines mehrgängigen Mahles (honzen ryori) serviert und soll für die Samurai sehr wichtig gewesen sein.
Die Varianten der Suppe differieren je nach Region, in den meisten Fällen ist in den östlichen Landesteilen eine mit Dashi und Sojasauce gewürzte klare Suppe (Suimono), in den westlichen Landesteilen Misosuppe die Basis.
In Ostjapan werden rechteckig geschnittene Mochi verwendet, im Westen sind sie gewöhnlich rund. In manchen Gebieten – besonders auf Inseln und in Gebirgsregionen wo nur wenig Reis wächst – wird statt Mochi auch Tofu verwendet.
Übliche Einlagen der Suppe umfassen Fleisch (gewöhnlich Huhn, Fisch oder Fleischbällchen), Blattgemüse (z. B. Komatsuna oder Spinat), Mitsuba (eine japanische Petersilie), Naruto oder andere Arten Kamaboko, Karottenflocken für die Farbe und Flocken aus der Schale der Yuzu-Zitrusfrucht für den Geruch. Regionale Spezialitäten werden oft verwendet. Ein wenig Shichimi wird manchmal bei Tisch zugegeben.